# Teucholabis biramosa
Teucholabis biramosa är en tvåvingeart som beskrevs av Alexander 1940. Teucholabis biramosa ingår i släktet Teucholabis och familjen småharkrankar.
Artens utbredningsområde är Ecuador. Inga underarter finns listade i Catalogue of Life.